# Boxe nos Jogos Olímpicos de Verão de 2016 - Peso mosca feminino
As lutas da categoria de peso mosca feminino (até 51 kg) do boxe nos Jogos Olímpicos de Verão de 2016 foram disputadas entre os dias 12 e 20 de agosto no Pavilhão 6 do Riocentro. A britânica Nicola Adams foi a campeã ao derrotar a francesa Sarah Ourahmoune por decisão unânime.

## Medalhistas
| Ouro   | GBR Nicola Adams                   |
| Prata  | FRA Sarah Ourahmoune               |
| Bronze | CHN Ren Cancan COL Ingrit Valencia |

## Resultados
|  | Oitavas de final      | Oitavas de final      | Oitavas de final |  |  | Quartas de final        | Quartas de final        | Quartas de final     |   |                     | Semifinais          | Semifinais       | Semifinais |  |  | Final | Final | Final |
|  |                       |                       |                  |  |  |                         |                         |                      |   |                     |                     |                  |            |  |  |       |       |       |
|  |                       |                       |                  |  |  |                         |                         |                      |   |                     |                     |                  |            |  |  |       |       |       |
|  |                       |                       |                  |  |  | GBR Nicola Adams        | GBR Nicola Adams        | 3                    |   |                     |                     |                  |            |  |  |       |       |       |
|  | UKR Tetyana Kob       | UKR Tetyana Kob       | 2                |  |  | UKR Tetyana Kob         | UKR Tetyana Kob         | 0                    |   |                     |                     |                  |            |  |  |       |       |       |
|  | BUL Stanimira Petrova | BUL Stanimira Petrova | 1                |  |  |                         |                         |                      |   | GBR Nicola Adams    | GBR Nicola Adams    | 3                |            |  |  |       |       |       |
|  | UZB Yodgoroy Mirzaeva | UZB Yodgoroy Mirzaeva | 0                |  |  |                         | CHN Ren Cancan          | CHN Ren Cancan       | 0 |                     |                     |                  |            |  |  |       |       |       |
|  | CAN Mandy Bujold      | CAN Mandy Bujold      | 3                |  |  | CAN Mandy Bujold        | CAN Mandy Bujold        | 0                    |   |                     |                     |                  |            |  |  |       |       |       |
|  |                       |                       |                  |  |  | CHN Ren Cancan          | CHN Ren Cancan          | 3                    |   |                     |                     |                  |            |  |  |       |       |       |
|  |                       |                       |                  |  |  |                         |                         |                      |   |                     | GBR Nicola Adams    | GBR Nicola Adams | 3          |  |  |       |       |       |
|  |                       |                       |                  |  |  |                         | FRA Sarah Ourahmoune    | FRA Sarah Ourahmoune | 0 |                     |                     |                  |            |  |  |       |       |       |
|  |                       |                       |                  |  |  | THA Peamwilai Laopeam   | THA Peamwilai Laopeam   | 0                    |   |                     |                     |                  |            |  |  |       |       |       |
|  | COL Ingrit Valencia   | COL Ingrit Valencia   | TKO              |  |  | COL Ingrit Valencia     | COL Ingrit Valencia     | 3                    |   |                     |                     |                  |            |  |  |       |       |       |
|  | CAF Judith Mbougnade  | CAF Judith Mbougnade  |                  |  |  |                         |                         |                      |   | COL Ingrit Valencia | COL Ingrit Valencia | 0                |            |  |  |       |       |       |
|  | MAR Zohra Ez-Zahraoui | MAR Zohra Ez-Zahraoui | 0                |  |  |                         | FRA Sarah Ourahmoune    | FRA Sarah Ourahmoune | 2 |                     |                     |                  |            |  |  |       |       |       |
|  | FRA Sarah Ourahmoune  | FRA Sarah Ourahmoune  | 3                |  |  | FRA Sarah Ourahmoune    | FRA Sarah Ourahmoune    | 3                    |   |                     |                     |                  |            |  |  |       |       |       |
|  |                       |                       |                  |  |  | KAZ Zhaina Shekerbekova | KAZ Zhaina Shekerbekova | 0                    |   |                     |                     |                  |            |  |  |       |       |       |
|  |                       |                       |                  |  |  |                         |                         |                      |   |                     |                     |                  |            |  |  |       |       |       |